# カルロス (1991年のビデオ映画)
『カルロス』は、1991年1月25日に東映Vシネマレーベルから発売された日本のビデオ映画。ある日系ブラジリアンマフィアと暴力団との抗争を凄惨な暴力描写とともに描く。当時、『ビー・バップ・ハイスクール』などで漫画家として活動していたきうちかずひろの監督デビュー作品である。1999年には続編となる『共犯者』が劇場映画として公開された。

## ストーリー
日系ブラジル人三世のカルロス・シロウ・ヒラタ（平田志朗）は日頃からヤクザたちの汚れ仕事で小遣いを稼ぐブラジリアン・パブの経営者として通っているが、実はコロンビア系麻薬カルテルとの抗争で警官8人含む42人を殺害し、本国を追われたサンパウロのマフィア首領という恐るべき裏の顔があった。ある夜、カルロスはみかじめ料と拳銃取引を巡る些細なトラブルから、関東山城一家佐藤組の幹部・矢野と舎弟分の杉田をいとも簡単に殺害してしまう。この一件をかねてより敵対していた早川組の仕業と勘違いした山城一家会長・松田が、早川組長の首を獲った者に自らの跡目を譲ると宣言したことから、舎弟頭の佐藤と若衆頭の片山との間で跡目争いが勃発する。片山はカルロスと古馴染みの舎弟分・梶を通じ、カルロスをヒットマンとして雇う。翌日、カルロスは弟のアントニオを引き連れ、公団マンションに住む親類宅を十数年ぶりに訪ねる。おばと従妹のトモミに温かく迎えられ、束の間の安楽を得るカルロスだったが、その間に早川組長は佐藤一派の雇った名うての米国人ヒットマン・クリスの手で殺害されてしまう。チャンスをフイにし激怒した片山は、カルロスに早川の残党の仕業を装って佐藤を抹殺するよう迫る。カルロス一味は命令通り、道楽の草野球に向かう途中の佐藤と配下全員を惨殺するが、その余りに残虐な殺しの手口に戦慄した松田は早川一味の仕業でないことに感づき、一家を総動員して犯人探しを始めてしまう。一転して窮地に立たされた片山は、梶にカルロスの口封じを命じる。梶一味によって倉庫へ拉致され、激しいリンチを受けるカルロスだったが、見張りを殺害して脱出に成功すると、アントニオと合流して片山をマシンガンで殺害。一方、怖気づいた梶から事のあらましを聞き出した松田は、クリスを使ってカルロスの抹殺に乗り出す。クリスはカルロスのパブへ乗り込んで舎弟たちを殺害し、さらに夕食の最中だったおばとトモミ、アントニオをも惨殺。肉親たちの変わり果てた姿に愕然とするカルロスの身にクリスの凶弾が襲いかかる。巨大なマンションを舞台にした凄絶な攻防の末、カルロスは傷を負いながらも一瞬の隙を突いてクリスの息の根を止める。その足で山城一家の本部へ殴り込み、ショットガンで松田も葬り去った。こうして殺戮の連鎖は終わりを告げたかに見えた。だが、警官に保護され不敵な笑みを投げかける梶に、カルロスは包囲する警官隊の眼前で最後の一弾を放つのだった。

## キャスト
- カルロス・シロウ・ヒラタ - 竹中直人
- クリス - チャック・ウィルソン
- カルロスのおば - 春川ますみ
- トモミ - 寺尾友美
- 佐藤 - 山田吾一
- 片山 - 片桐竜次
- アントニオ・ゴロウ・ヒラタ - 大場明之
- カルロスの舎弟 - ジェームス藤木
- 梶弘史 - 成瀬正孝
- 小野昭一 - 岩尾正隆
- 五島刑事 - 草薙幸二郎
- 早川 - 早川雄三
- 野中 - 苅谷俊介（特別出演）
- 松田 - 大木実

## スタッフ
- 原作・監督 - きうちかずひろ
- 企画 - 黒澤満
- プロデューサー - 紫垣達郎
- 脚本 - 木内一雅
- 撮影 - 仙元誠三
- 照明 - 渡辺三雄
- 美術 - 大嶋修一
- 録音 - 曾我薫
- 編集 - 田中修
- 記録 - 勝原繁子
- 助監督 - 辻井孝夫
- キャスティング - 飯塚滋
- 製作担当 - 坂本忠久
- 音楽 - 大谷和夫
- 音楽プロデューサー - 高桑忠男（東映音楽出版）
- コーディネーター - 水尾芳正（講談社）
- 選曲 - 金成謙二
- 音響効果 - 原田千昭（原田サウンド）
- 技闘 - 高瀬将嗣（高瀬道場）
- ガン・アドバイザー - BIG SHOT
- 刺青 - 栩野幸知
- 美術 - 東映美術センター
- 照明 - トライアーツ
- 衣裳 - 第一衣裳
- 車輛 - スキル・ワーク
- 現像 - 東映化学
- 製作協力 - セントラル・アーツ
- 製作 - 東映ビデオ、愛徳商事、講談社